# Erdei tarsza
Az erdei tarsza (Isophya kraussii) a fürgeszöcskék családjába tartozó, Közép-Európában honos szöcskefaj.

## Megjelenése
Az erdei tarsza testhossza a hím esetében 19-22 mm, a nőstény 19-25 mm, ehhez járul még a 8-13 mm-es tojócső. Alapszíne zöld, változó intenzitású, apró, sötétebb zöld pontokkal. Csápjai sárgásak vagy barnásak. A szemektől egy-egy vékony világos csík fut a torpajzson át a szárnyakig; a torpajzs hátsó felén ezt egy barna sáv is kíséri. A hím torpajzsának hátsó vége kissé megemelt. A hím csökevényes, pikkelyszerű szárnya rövidebb a torpajzsnál, a nőstény szárnya éppcsak kilátszik alóla. A hím sárgásbarna cercusa (potrohfüggeléke) befelé hajlik. A nőstény tojócsöve felfelé ível, vége fűrészes élű. 
Éneke igen halk, gyönge cirpelések monoton sorozata, melyeket perceken keresztül ismétel. A syllabusok kb. fél másodperces szünetekkel követik egymást.

### Hasonló fajok
Közeli rokonaival (magyar tarsza, kárpáti tarsza, szerény tarsza, illír tarsza, pienini tarsza, Stys-tarsza) lehet összetéveszteni.

## Elterjedése
Közép-Európában honos (Németország, Csehország, Kelet-Ausztria, Magyarország, Észak-Horvátország, Észak-Erdély). Magyarországon a középhegységekben él, a tarszák közül a leggyakoribb. 

## Életmódja
Magasabb vegetációjú, szárazabb vagy nedvesebb rétek, erdőszélek, tisztások, útmenték lakója. Főleg a kórókon és alacsonyabb bokrokon tartózkodik. Növényevő, levelekkel, puhább növényi részekkel táplálkozik. Alkonyatkor és éjjel aktív, napközben a levelek között rejtőzik. 
Kifejlett példányaival május végétől szeptember elejéig lehet találkozni, bár augusztusban létszáma már erősen megcsappan. A nőstények a talajba rakják petéiket. Legalább két telelés után tavasszal (már március közepétől) kelnek ki a petékből a lárvák, melyek fejlődése öt stádiumból áll. 
Magyarországon nem védett.
- Ciripelő erdei tarsza